# Schipp Ferenc
Schipp Ferenc (Somberek, 1939. június 4. – 2024. december 7.) Akadémiai Díjas és Széchenyi-díjas magyar matematikus, az Eötvös Loránd Tudományegyetem egyetemi tanára és professzor emeritusa.

## Pályafutása
A mohácsi Kisfaludy Károly Gimnáziumban érettségizett 1957-ben. Az Eötvös Loránd Tudományegyetemen szerzett diplomát matematika-fizika szakon 1962-ben. Az  egyetemi doktori fokozatát 1966-ban, a kandidátusi fokozatát 1970-ban és a tudományok doktora fokozatát 1976-ban szerezte meg.
Az ELTE oktatója 1962 óta. Ekkor még tanársegéd volt, majd adjunktus, docens és végül 1976-ban egyetemi tanár kinevezést kapott. 2009 óta professor emeritus. 1983 és 2004 között az ELTE Numerikus Analízis Tanszék tanszékvezetője volt. 1994 és 2004 között a PTE Matematika Tanszék tanszékvezetője volt.
Kutatási területe a harmonikus analízis, numerikus módszerek, irányitáselmélet és waveletek.
Több mint 150 publikációja van, 2000-nél is több hivatkozással. Több mint 30 külföldi egyetemre és matematikai intézetbe kapott meghívást élete során.

## Főbb művei
- Schipp Ferenc–Szabó Dániel–Turczi Gyula: Matematikai példatár. 1. f. é. 1. é. vegyészhallgatók részére; Tankönyvkiadó, Budapest, 1964
- Schipp Ferenc–Szabó Dániel–Turczi Gyula: Matematikai példatár; Tankönyvkiadó, Budapest, 1967
- Kósa András–Schipp Ferenc–Szabó Dániel: Közönséges differenciálegyenletek 1.; Tankönyvkiadó, Budapest, 1968
- Schipp Ferenc–Varga Zoltán: Optimalizálási problémák A. Lineáris programozás; MTESZ, Budapest, 1971 (Geofizikusok matematikai továbbképző tanfolyama)
- Leindler László–Schipp Ferenc: Analízis 1.; Tankönyvkiadó, Budapest, 1976
- Pál Jenő–Schipp Ferenc–Simon Péter: Analízis 2.; Tankönyvkiadó, Budapest, 1982
- Schipp Ferenc–William R. Wade: Transforms on normed fields; JPTE, Pécs, 1995 (Leaflets in mathematics)

## Kitüntetései
- MTA Matematikai Díj (Erdős Díj): 1978
- ELTE TTK Tudományos Díj: 1988
- Akadémiai Díj: 1990
- Szent-Györgyi Albert-díj: 1995
- Szele Tibor-díj: 2000
- A Magyar Köztársasági Érdemrend tisztikeresztje: 2004
- Pro Facultate Informatica: 2007
- Széchenyi-díj: 2008
- Doktor et Professor Honoris Causa, ELTE: 2012
- Eötvös József-koszorú: 2016
- Honoris Cause Professor, PTE: 2017